# Thaumastoptera issikiana
Thaumastoptera issikiana är en tvåvingeart som beskrevs av Alexander 1929. Thaumastoptera issikiana ingår i släktet Thaumastoptera och familjen småharkrankar.
Artens utbredningsområde är Taiwan. Inga underarter finns listade i Catalogue of Life.